# Sérendipité

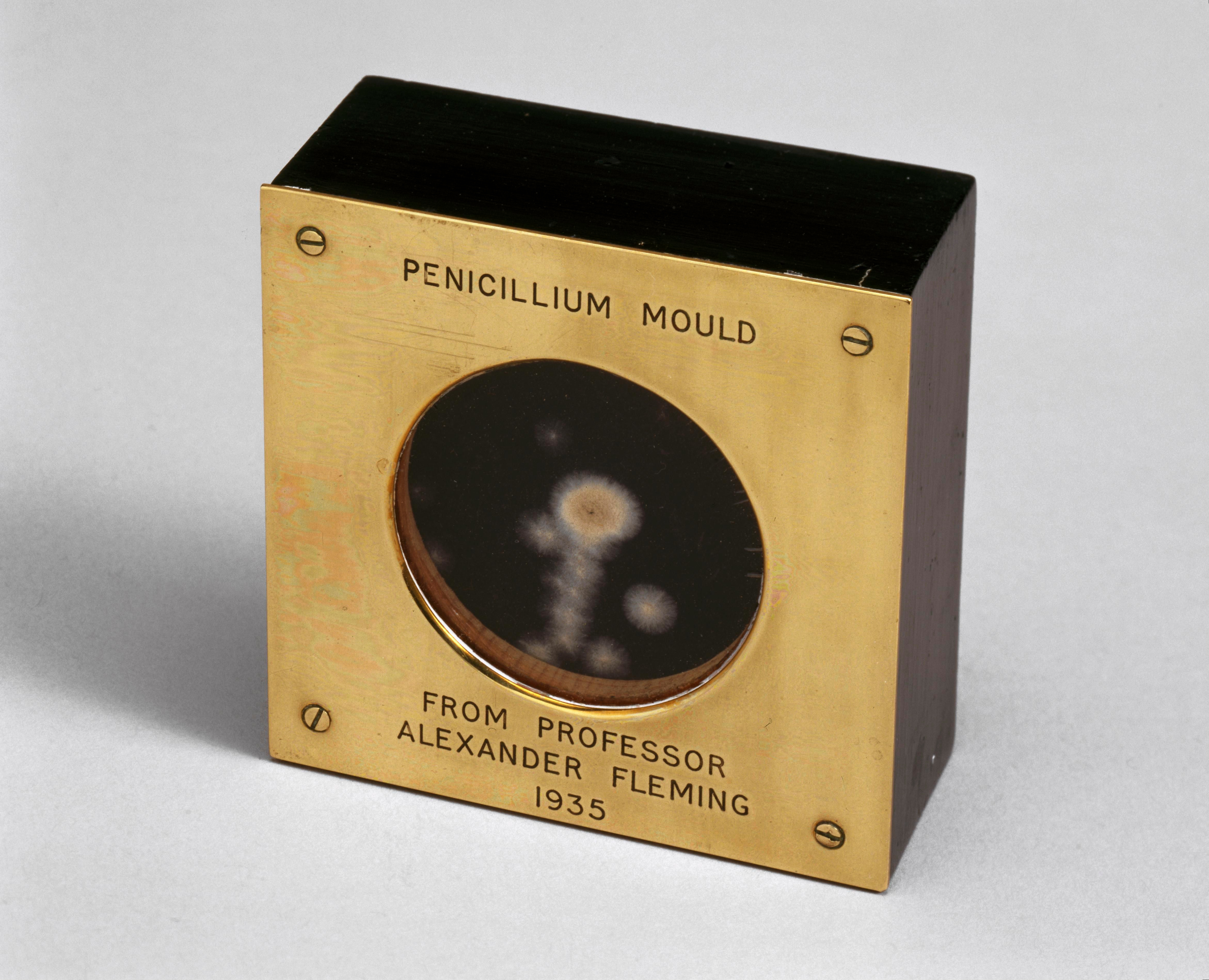
La pénicilline, que découvre Alexander Fleming par sérendipité, changea le cours de la médecine et valut le prix Nobel à son auteur.

La sérendipité est le fait de faire par hasard une découverte inattendue qui s'avère ensuite fructueuse, notamment dans le domaine des sciences. Il s'agit d'une notion polysémique dont le sens varie selon la période, le contexte et la langue utilisée.
Le mot, initialement anglais (serendipity), a été créé en 1754 par l'écrivain Horace Walpole à partir du conte persan Voyages et aventures des trois princes de Serendip. La sérendipité a d'abord été une notion littéraire qui a joué une place essentielle dans la construction d'un nombre croissant d'œuvres de fiction, comme moteur de l'intrigue des romans policiers ou de science-fiction.
Au milieu du XXe siècle, la sérendipité trouve une traduction dans le domaine de la recherche scientifique où elle fait l'objet d'une discussion sur la démarche du chercheur. Elle permet au chercheur de faire une découverte inattendue, d'importance ou d'intérêt supérieur à l'objet de sa recherche initiale, et désigne l'aptitude de ce même chercheur à saisir et exploiter cette « chance ». Mais elle trouve aussi son application dans des champs très divers, allant de la création artistique aux entreprises actives dans l'innovation, où les technologies numériques et Internet semblent jouer un rôle favorisant le phénomène de sérendipité.
Dans le monde francophone, le concept de sérendipité, adopté dans les années 1980, prend parfois un sens très large de « rôle du hasard dans les découvertes ». 

## Histoire du mot et définitions
Né au XVIIIe siècle sous la plume d'Horace Walpole, le mot serendipity devient dès le XIXe siècle un terme polysémique,.

### Origine et popularité
En français, « sérendipité » est un emprunt de l'anglais serendipity. Selon Sylvie Catellin, il est attesté pour la première fois en 1953 dans l'article « La découverte scientifique » de Charles G. Darwin, traduit de l'anglais par Bernard Kwal puis en 1968 dans le Vocabulaire de la psychologie d'Henri Piéron,. Il ne deviendra d'un usage vraiment courant qu'à partir de 2009 à la suite d'un livre de Pek van Andel et Danièle Bourcier et d'un colloque. Il sera même consacré « mot de l'année » (2009) par la revue Sciences humaines.

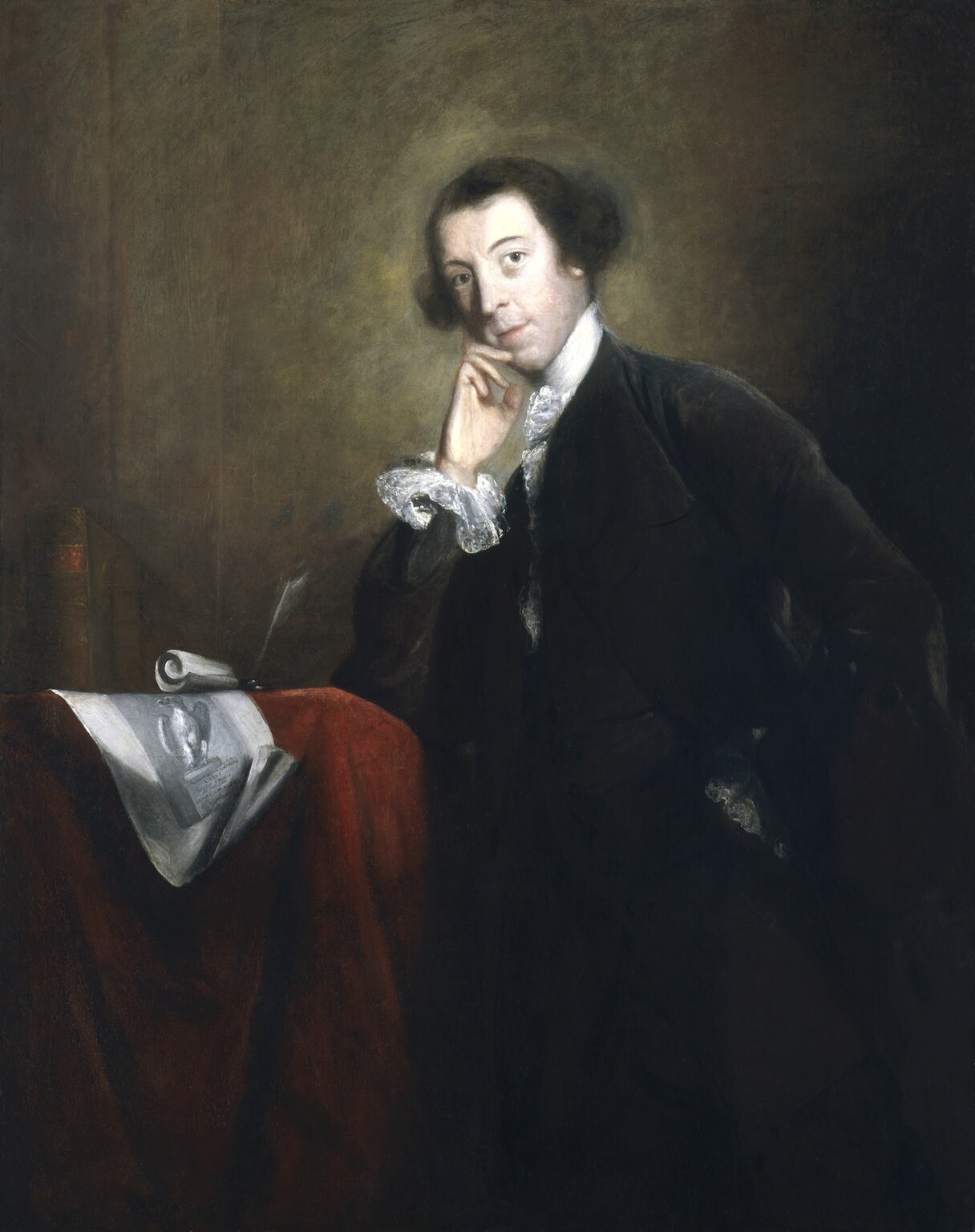
Horace Walpole par Joshua Reynolds, v. 1756.

Le terme serendipity a été inventé par Horace Walpole. Il l'a utilisé pour la première fois dans une lettre du 28 janvier 1754 à son ami Horace Mann, diplomate du roi George II à Florence. Dans sa lettre, il remercie son ami de lui avoir fait cadeau du portrait de Bianca Cappello, qui avait épousé François Ier de Médicis en 1579, et dit qu'il vient de résoudre une énigme en feuilletant un vieux livre sur les armoiries et en découvrant que le blason de la famille vénitienne des Capello contenait une fleur de lys, emblème des Médicis, indice de la reconnaissance d'une alliance entre les deux familles. Walpole désigne ainsi des « découvertes inattendues, faites par accident et sagacité » ou par « sagacité accidentelle » :

« Cette découverte est presque de l'espèce que j'appelle serendipity, un mot très expressif que je vais m'efforcer, faute d'avoir mieux à vous narrer, de vous expliquer : vous le comprendrez mieux par l'origine que par la définition. J'ai lu autrefois un conte de fées saugrenu, intitulé Les Trois Princes de Serendip : tandis que leurs altesses voyageaient, elles faisaient toute sorte de découvertes, par accident et sagacité, de choses qu'elles ne cherchaient pas du tout : par exemple, l'un des princes découvre qu'un chameau borgne de l'œil droit vient de parcourir cette route, parce que l'herbe n'a été broutée que sur le côté gauche, où elle est moins belle qu'à droite — maintenant saisissez-vous le sens de serendipity ? L'un des exemples les plus remarquables de cette sagacité accidentelle (car il vous faut observer qu'en aucun cas la découverte d'une chose que vous cherchez ne tombe sous cette description) revient à Lord Shaftesbury qui, lors d'un dîner chez le Grand Chancelier Clarendon, a découvert le mariage du duc d'York avec Mrs Hyde en voyant le respect que la mère témoignait à table à sa fille. »

Le conte de Serendip ou Voyages et aventures des trois princes de Serendip (le Sri Lanka d'alors) a connu dès sa publication un succès considérable dans toute l'Europe. Sa trame, issue d'un motif populaire persan très ancien, sera notamment reprise en 1748 par Voltaire dans Zadig.
Le mot forgé par Walpole sommeille, lui, pendant un siècle. Puis, la définition évolue au cours d'échanges érudits dans les journaux anglais. Celle de Edward Solly (en), ancien chimiste et bibliophile, fut retenue par l'Oxford English Dictionary : « The inquirer was at fault, and it was not till some weeks later, when by the aid of Serendipity, as Horace Walpole called it—that is, looking for one thing and finding another—that the explanation was accidentally found » (« Le chercheur était fautif, et ce n'est que quelques semaines plus tard, quand par sérendipité, comme disait Horace Walpole - c'est-à-dire en cherchant une chose et en trouvant une autre - que l'explication fut fortuitement trouvée »).
Au cours des années 1940, le mot est repris à l'université Harvard, glissant de la sphère littéraire à celle des scientifiques. Walter Bradford Cannon, physiologiste, intitule en 1945 un chapitre de son livre The Way of an Investigator « Gains from Serendipity » et donne de la sérendipité la définition suivante : « La faculté ou la chance de trouver la preuve de ses idées de manière inattendue, ou bien de découvrir avec surprise de nouveaux objets ou relations sans les avoir cherchés. »
Le sociologue américain Robert King Merton a découvert le mot dans le dictionnaire dans les années 1930 et tentera toute sa vie de raffiner le concept en l'intégrant à son analyse des méthodes de raisonnement. Pour lui, la sérendipité est l'observation d'un fait surprenant suivie d'une induction correcte. Elle « se rapporte au fait assez courant d'observer une donnée inattendue, aberrante et capitale (strategic) qui donne l'occasion de développer une nouvelle théorie ou d'étendre une théorie existante ». Une découverte inattendue et aberrante éveille la curiosité d'un chercheur et le conduit à un raccourci imprévu qui mène à une nouvelle hypothèse,. Il repérera qu'entre 1958 et 2001, le terme apparaît dans le titre de 57 ouvrages, qu'il est utilisé 13 000 fois dans les journaux dans les années 1990 et qu'en 2001 on le trouve dans 636 000 documents internet,.
En 1957, c'est un publicitaire, Alex Osborn, qui récupère le mot dans le chapitre consacré à la chance « The element of luck in creative quests » de son livre Applied Imagination. La sérendipité est pour lui un facteur fortuit, un stimulus accidentel qui déclenche l'inspiration créative.
Le psychanalyste W. N. Evans donne en 1963 une interprétation de la sérendipité à contre-courant de ceux qui y voient un signe d'ouverture d'esprit et un moteur de découverte. À partir de son expérience thérapeutique il voit, dans le processus mental qui provoque des découvertes heureuses et inattendues, un symptôme névrotique. Le patient découvre l'inattendu pour ne pas découvrir ce qu'il recherche vraiment, mais que son inconscient censure. Inversement le français Didier Houzel considère en 1987 que, pour que le processus psychanalytique s'enclenche, il faut se laisser saisir par l'inattendu pour aider le patient à reconstituer l'objet perdu. « C'est dans la dynamique du transfert que notre sérendipité est mise à l'épreuve, c'est là que l'inattendu nous attend et nous surprend. »

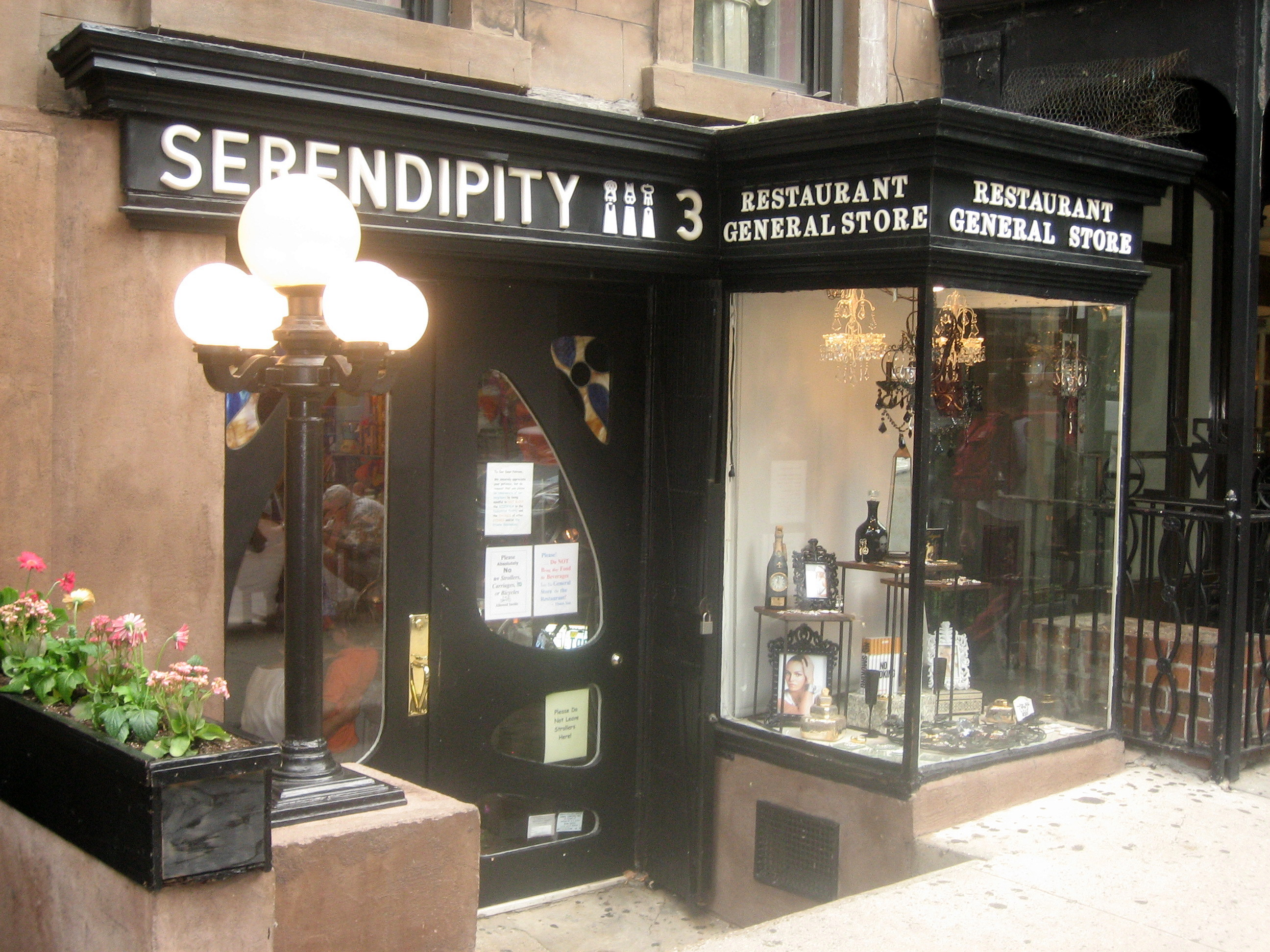
Serendipity 3, le salon de thé, New York.

Une acception francophone s'est répandue au début des années 1990 : celle du simple rôle du hasard dans les découvertes.
En 2014, l'Office québécois de la langue française redéfinit la sérendipité comme la « faculté de discerner l'intérêt, la portée d'une découverte inattendue lors d'une recherche ». Le Dictionnaire de l'Académie française, dans sa 9e édition, lui emboîte le pas en 2020 : « faculté de discerner l’intérêt, la portée d’observations faites par hasard et sortant du cadre initial d’une recherche ». Cette même année, Sylvie Catellin, une chercheuse en sciences de l'information et de la communication, a proposé cette définition : « l'art de découvrir ou d'inventer en prêtant attention à ce qui surprend et en imaginant une interprétation pertinente. »
Dans le langage courant américain serendipity désigne une rencontre ou une découverte heureuse imprévue, ou bien le lieu où l'on fait de telles rencontres ou de telles découvertes ou de telles trouvailles. Exemples : les Serendipity shops ; Hammacher Schlemmer (en), le temple new-yorkais de la sérendipité, Serendipity 3 (en), le célèbre salon de thé de New York, le film Serendipity (Un amour à New York), etc.
Comme le fait remarquer Arnaud Saint-Martin :

« Le mot s'est accroché à diverses choses, et surtout parfois à n'importe quoi. La diffusion en est diffuse, le succès certain. Selon les usages, le mot est converti en marque ou en tag, il signifie par lui-même une sorte de philosophie de la vie, de l'ouverture au monde, un « esprit d'aventure » ; c'est le mantra des entrepreneurs de la « nouvelle économie de la connaissance », du numérique et du big data, de l'« inventologie » clés en main. »

### Traductions et termes alternatifs
L'Office québécois de la langue française indique, depuis 1973, le mot « fortuité » comme alternative privilégiée. Le Répertoire d’autorité matière encyclopédique et alphabétique unifié et l’Académie française proposent le même terme comme synonyme.
L'historien de l'architecture André Corboz a proposé en 1985 une traduction du terme par « cinghalisme » faisant ainsi le lien avec l'ancien nom du Sri Lanka, Serendip en anglais. En 2000, Alan G. Robinson et Sam Stern proposent l'expression « heureuse coïncidence ». Jean-Louis Swiners a suggéré en 2008 « zadigacité » (ainsi que l'adjectif « zadigace »), mot-valise faisant référence au conte de Voltaire intitulé Zadig, et désignant conjointement la sagacité, la perspicacité et l'efficacité. Il définit son néologisme ainsi : « capacité à reconnaître intuitivement et immédiatement – et à exploiter rapidement et créativement – les conséquences potentielles heureuses et les opportunités offertes d'un concours malheureux de circonstances (erreur, incompétence, maladresse, négligence, etc.) ». Le consultant Henri Kaufman a proposé en 2011 la « fortuitude ».

### Antonyme: la zemblanité
Le terme zemblanité est inventé par William Boyd, dans le roman Armadillo (1999), pour désigner le contraire de la sérendipité. Comme la sérendipité tire son nom de l'île de Serendip, c'est-à-dire le Sri Lanka, la zemblanité tire son nom de la Nouvelle-Zemble, une île – comme Serendip – mais son exact opposé à de nombreux points de vue :

« Pensez à un autre monde, loin au nord, stérile, pris dans les glaces, un monde de silex et de pierre. Appelez-le Zembla. Ergo : zemblanité, le contraire de sérendipité, le don de faire à dessein des découvertes malheureuses, malchanceuses. Sérendipité et zemblanité : les deux pôles de l'axe autour duquel nous tournons. »

William Safire note que des explosifs non nucléaires étaient testés sur l'île de la Nouvelle-Zemble, ajoutant que la zemblanité est la « découverte inexorable de ce que nous ne voulons pas savoir ».
Olivier Le Deuff oppose, dans sa thèse en sciences de l'information, la sérendipité, qu'il assimile à l'attention pour trouver un document, à la zemblanité, qu'il considère comme une mauvaise intention. Eva Sandri illustre cette idée avec l'exemple de l'utilisation de moteurs de recherche, en considérant la sérendipité comme une « démarche logique mais paradoxale », qu'elle oppose à la zemblanité de « la navigation aléatoire [qui] s'apparente davantage à l'égarement, à la subversion et au bricolage ».

## Explication de la notion

### Hasard et sagacité
Le concept de sérendipité est introduit dans le monde francophone en 1983 par Jean Jacques et popularisé par Danièle Bourcier et Pek van Andel qui indiquent :

« La sérendipité ne commence pas par une savante hypothèse ou avec un plan déterminé. Elle n'est pas due seulement à un accident ou un hasard. Mais les milliers de grandes ou petites innovations qui ont jalonné l'histoire de l'humanité ont un élément commun : elles n'ont pu se transmettre que parce qu'un observateur, un expérimentateur, un artiste, un chercheur, à un certain moment, ont su tirer profit de circonstances imprévues. »

La sérendipité combine donc « le hasard et la sagacité ». Elle s'appuie sur un mode de raisonnement mis en avant par Charles S. Peirce : l'abduction, c'est-à-dire la capacité à émettre une hypothèse à partir d'un fait nouveau. Mais cette capacité nécessite un « éclair intuitif », un Eurêka qui se trouvera dans le contexte empirique dans lequel le fait se déroule. Le raisonnement abductif est comparable à celui du diagnostic médical, il se retrouve dans l'investigation policière.
Marie-Anne Paveau parle « d'abduction sagace » et cite Edgar Morin :

« Le développement de l'intelligence générale […] doit faire appel à l'ars cogitandi, lequel inclut le bon usage de la logique, de la déduction, de l'induction - l'art de l'argumentation et de la discussion. Il comporte aussi cette intelligence que les Grecs nommaient métis, ensemble d'attitudes mentales… qui combinent le flair, la sagacité, la prévision, la souplesse d'esprit, la débrouillardise, l'attention vigilante, le sens de l'opportunité. Enfin, il faudrait partir de Voltaire et de Conan Doyle, et plus tard examiner l'art du paléontologue ou du préhistorien pour initier à la sérendipité, art de transformer des détails apparemment insignifiants en indices permettant de reconstituer toute une histoire. »

La sérendipité est à la frontière des arts et des sciences. « Faire découvrir la sérendipité, c'est faire comprendre que lorsque la science découvre, elle est un art. »

### Grandes catégories de sérendipité
Pek van Andel a trouvé quarante types de sérendipité différents tout en indiquant que la liste est incomplète. D'autres auteurs ont tenté de repérer et classer des types de sérendipité selon des critères plus restrictifs.

#### Vraie et fausse sérendipité
| Gravure coloriée représentant un personnage assis dans un baquet de bois rempli d'eau. |  | Photographie en gros plan d'une inflorescence comportant de nombreux spécules aux extrémités recourbés de couleur vert tendre. |
| Archimède prenant son bain. Fausse sérendipité.                                        |  | Les crochets de bardane qui ont conduit Mestral à inventer le Velcro. Vraie sérendipité.                                       |

Pour Royston Roberts, professeur de chimie organique à l'Université du Texas qui a analysé plus d'une centaine de découvertes faites par accident (notamment la structure de l'ADN, l'aspirine, le principe d'Archimède, le chlorure de vinyle, les édulcorants intenses, le nylon, la pénicilline, le LSD, le polyéthylène, le post-it, les rayons X, le téflon, le velcro, la vulcanisation, etc.), il y a deux sortes de sérendipité : la vraie et la fausse.
La pseudo-sérendipité est la découverte accidentelle d'une façon de réaliser une fin que l'on cherchait. Un exemple en est la découverte, après cinq années d'effort et par maladresse, du procédé de la vulcanisation par Charles Goodyear. Il cherchait à ôter au caoutchouc l'élasticité qui le rend impropre à de nombreux usages. Un beau jour, il fait tomber accidentellement un morceau de latex enduit de soufre sur un poêle, jette dans un premier temps le magma obtenu et se ravise après avoir compris qu'il a trouvé ce qu'il cherchait : il fait breveter le procédé. Autre exemple emblématique : Archimède dans son bain cherche à comprendre comment flottent les navires. La baignoire est pleine à ras bord. Quand il entre dedans, elle déborde. Le volume d'eau déplacé est égal à celui de la partie de son corps immergé, mais les poids des deux volumes diffèrent. La solution lui apparaît.
La vraie sérendipité est la découverte accidentelle de ce que l'on ne cherchait pas particulièrement, sinon pas du tout. Ainsi les crochets de bardane qui, en s'accrochant malencontreusement aux poils du chien de Georges de Mestral lors de ses promenades, l'ont conduit à inventer le velcro. En regardant les fruits au microscope, il a l'idée d'une fermeture textile en nylon. Cette découverte accidentelle a déclenché un long processus d'invention et d'innovation (l'idée est de 1941, le brevet de 1955). Deux autres exemples sont celui du téflon et celui du post-it. La découverte de la radioactivité par Henri Becquerel en 1896 fut aussi le fruit du hasard.

#### Chance et intentionnalité
Pour le psychologue américain Dean Keith Simonton (en), il y a cinq sortes de sérendipité dépendant du degré de chance et du degré d'intentionnalité selon que le chercheur ou l'explorateur cherchait ou ne cherchait pas quelque chose de spécial.
Il les illustre par les exemples de Gutenberg, Goodyear, James Clerk Maxwell, Christophe Colomb et Galilée.
1. Gutenberg cherchait depuis au moins 1448 à résoudre un problème et n'en trouvait pas la solution. Comment imprimer sur du vélin ou du papier les caractères mobiles qu'il avait inventés par ailleurs ? Un jour, vers 1450, durant les vendanges, la vue d'un pressoir à vin lui donne l'idée de la presse à imprimer. Il a trouvé ce qu'il cherchait lorsque les circonstances l'ont placé au bon endroit au bon moment. L'invention de l'imprimerie à caractères mobiles était inévitable. S'il ne l'avait pas réalisée, un autre s'y serait attelé.
2. Charles Goodyear recherchait la vulcanisation depuis longtemps.
3. Christophe Colomb cherchait un chemin vers la Chine et le Japon plus court que celui de Marco Polo. En se trompant de 10 000 km, il a découvert par hasard l'île de San Salvador, antichambre des Caraïbes, elles-mêmes antichambre du continent américain.
4. James Clerk Maxwell, mathématicien et physicien, cherchait à résoudre un problème. Mais durant son processus de recherche, il a fait une découverte inattendue. L'intention de Maxwell, en développant sa théorie électromagnétique, n'était pas d'expliquer la lumière. Mais, alors qu'il avançait, il fut surpris de constater que la vitesse des ondes électromagnétiques était la même que celle de la lumière.
5. Galilée avait perfectionné la longue-vue terrestre des Hollandais jusqu'à en faire une lunette astronomique pour observer les étoiles connues. Quand, en 1610, il l'a braquée vers le ciel, il a fait une suite ininterrompue de découvertes imprévues de corps inconnus jusqu'alors : la Voie lactée, les satellites de Jupiter, etc.

Ces cinq cas illustrent cinq types différents de sérendipité. Les deux premiers — quand un chercheur résout un problème qu'il avait l'intention de résoudre — relèvent d'une pseudo-sérendipité, quelle que soit la quantité de chance participant au résultat. Dans les trois cas suivants, les chercheurs font des découvertes inattendues. Il s'agit alors d'une vraie sérendipité.
Le philosophe et psychologue cognitiviste canadien Paul Thagard, poursuivant la réflexion de Charles S. Peirce sur le raisonnement scientifique, croise l'intentionnalité et l'inattendu en regroupant les types de sérendipité en trois catégories selon que l'on trouve quelque chose que l'on ne cherchait pas, que l'on trouve quelque chose que l'on cherchait mais par un moyen imprévu, ou bien que l'on trouve quelque chose qui sert à tout autre chose que ce à quoi on pensait au départ.
Les consultants Jean-Louis Swiners et Jean-Michel Briet repèrent pour les entreprises quatre types de sérendipité :
- trouver (découvrir, inventer) par hasard, par chance ou par accident, autre chose et, parfois tout autre chose, et même, parfois, le contraire de ce que l'on cherchait (et de trouver en l'état) ; et de se rendre compte de son intérêt et de son importance. Ceci se produit souvent à la suite d'une erreur, ou d'une maladresse ou d'un dysfonctionnement ;
- trouver (découvrir, inventer) quelque chose que l'on cherchait (objet, solution, etc.) mais, à la suite d'un accident plus ou moins malheureux ou d'une erreur, par un moyen imprévu ; et de s'en rendre compte. C'est pour Roberts de la pseudo-sérendipité ;
- découvrir par hasard, par accident, par chance ou par malchance, une application imprévue à quelque chose, une autre application que celle à laquelle on pensait ; et de s'en rendre compte ;
- trouver par accident, hasard ou chance l'idée d'une innovation. C'est, pour Roberts, de la vraie sérendipité. Ceci se produit à la suite d'une transposition. La sérendipité n'est pas livrée en l'état mais nécessite une opération cognitive : sagacité, imagination, etc.

### Sérendipité et recherche informationnelle
La sérendipité intervient de plus en plus dans le cadre de la recherche informationnelle, notamment dans les recherches sur le Web. Cela s'explique par un contexte de surabondance informationnelle croissante dans notre société. Cette surabondance s'observe notamment par le nombre toujours croissant de résultats que l'on obtient lorsque l'on fait une recherche sur le Web. De ce fait le rapport au savoir est modifié en profondeur, la sérendipité étant favorisée.

#### Sérendipité structurelle et associative
Les chercheurs en sciences de l'information Olivier Ertzscheid et Gabriel Gallezot ont appliqué la notion de sérendipité à la recherche d'informations. Ils distinguent la sérendipité structurelle, qui repose sur une classification préalable des documents, de la sérendipité associative développée sur le web non structuré, dans le cas d'une recherche menée avec un moteur de recherche par exemple.

#### Sérendipité et apprentissages
Karine Aillerie a publié en 2012 les résultats d'une enquête sur les pratiques de recherche informationnelle sur le Web dans le cadre pédagogique. Elle s'appuie sur sa thèse en SIC soutenue en 2011 sur le même sujet.
Elle propose l'hypothèse selon laquelle la sérendipité est une compétence qui se développe spontanément lors de recherches sur le Web, grâce à l'incertitude face à laquelle les internautes se retrouvent dans ces situations.
La recherche informationnelle effectuée dans un cadre pédagogique est à considérer comme une situation-problème, autrement dit un contexte d'apprentissage dans lequel les élèves doivent trouver des solutions et répondre à des consignes qui leur sont présentées sous une forme plus ou moins implicite. Plus on leur donne une consigne précise et procédurale, moins on leur permet de développer leur sérendipité. Plus la consigne est globale et souple, plus le développement de la sérendipité devient possible.

##### Saturation et désorientation cognitive dans la recherche informationnelle sur le Web
À partir d'entretiens et d'observations réalisés auprès de 59 élèves âgés de 14 à 18 ans, Karine Aillerie a démontré que les adolescents se trouvent confrontés à un phénomène de désorientation cognitive, en raison des résultats pléthoriques donnés par les moteurs de recherche. Cette désorientation viendrait essentiellement du fait d'une saturation cognitive, due à la surabondance informationnelle présente sur le Web. Il est également probable que la désorientation cognitive vienne de la navigation entre les hyperliens qui rendent l'orientation topique dans les documents numériques plus complexe que ce n'est le cas avec les documents imprimés. Le Web serait un contexte qui, par la complexité qui y caractérise la recherche informationnelle, nécessiterait le développement de certaines compétences dont essentiellement la sérendipité.
La saturation et la désorientation cognitive concernent particulièrement les jeunes, plus que les adultes. Pourtant, la majorité des adolescents interrogés par Karine AIllerie n'ont pas l'impression d'y être sujets. L'auteur propose alors l'hypothèse selon laquelle les élèves tentent de réduire cette perturbation cognitive en allant préférentiellement sur des sites qu'ils connaissent déjà, à la façon dont on rationaliserait pour réduire une dissonance cognitive. C'est également lié au fait que les étudiants ont un sentiment de fiabilité de l'outil de recherche dans 88% des cas selon Brigitte Simonnot. Cette fiabilité est en général assimilée au fait que l'outil fonctionne. Ils ne se rendent donc pas compte qu'un outil tel qu'un navigateur Web ou un moteur de recherche ne fournit pas toujours des résultats fiables et pertinents pour la recherche qu'ils font. Cela montre que la sérendipité nécessite de l'esprit critique pour être bien utilisée dans le cadre de la recherche informationnelle sur le Web.

##### Sérendipité et besoin d'information
Dans les résultats de ses recherches, Karine AiIlerie distingue deux catégories d'élèves : les suiveurs et les explorateurs. Les suiveurs ont plutôt tendance à rester dans le cadre de la consigne qui leur est donné et à aller sur des sites qu'ils connaissent déjà car cela les rassure, tandis que les explorateurs sont ceux qui aiment aller au-delà de la consigne qui leur est donnée et explorer les terrains inconnus du Web. Les premiers perçoivent l'incertitude comme un risque, la sérendipité est donc plus difficile à mettre en place pour eux. Les seconds perçoivent l'incertitude comme une occasion de satisfaire un besoin d'apprendre, ce qui les rend plus réceptifs à la sérendipité.
Karine Aillerie remarque également que le sentiment d'incertitude est rapporté surtout par les élèves qui sont à l'aise avec la sérendipité. Pour réussir à se servir de la sérendipité, il faudrait être capable de faire face au sentiment de manque de savoir que crée l'incertitude. Accepter de ne pas tout savoir crée alors un besoin d'information. Une fois que celui-ci est satisfait par la découverte de nouvelles informations, la sérendipité et l'incertitude sont associés à du plaisir dans l'esprit de l'internaute, ce qui augmente l'ouverture à la sérendipité. Dans cette perspective, l'incertitude serait alors un antagoniste de l'effet de surconfiance,,
Dans l'enseignement et particulièrement en EMI, une part de plus en plus grande est donnée à l'esprit critique,. On voit ici comment la sérendipité peut être considérée comme une compétence qui permet un meilleur esprit critique. Car avoir de l'esprit critique consiste en partie à savoir identifier et limiter les biais de sur-confiance.

## Applications

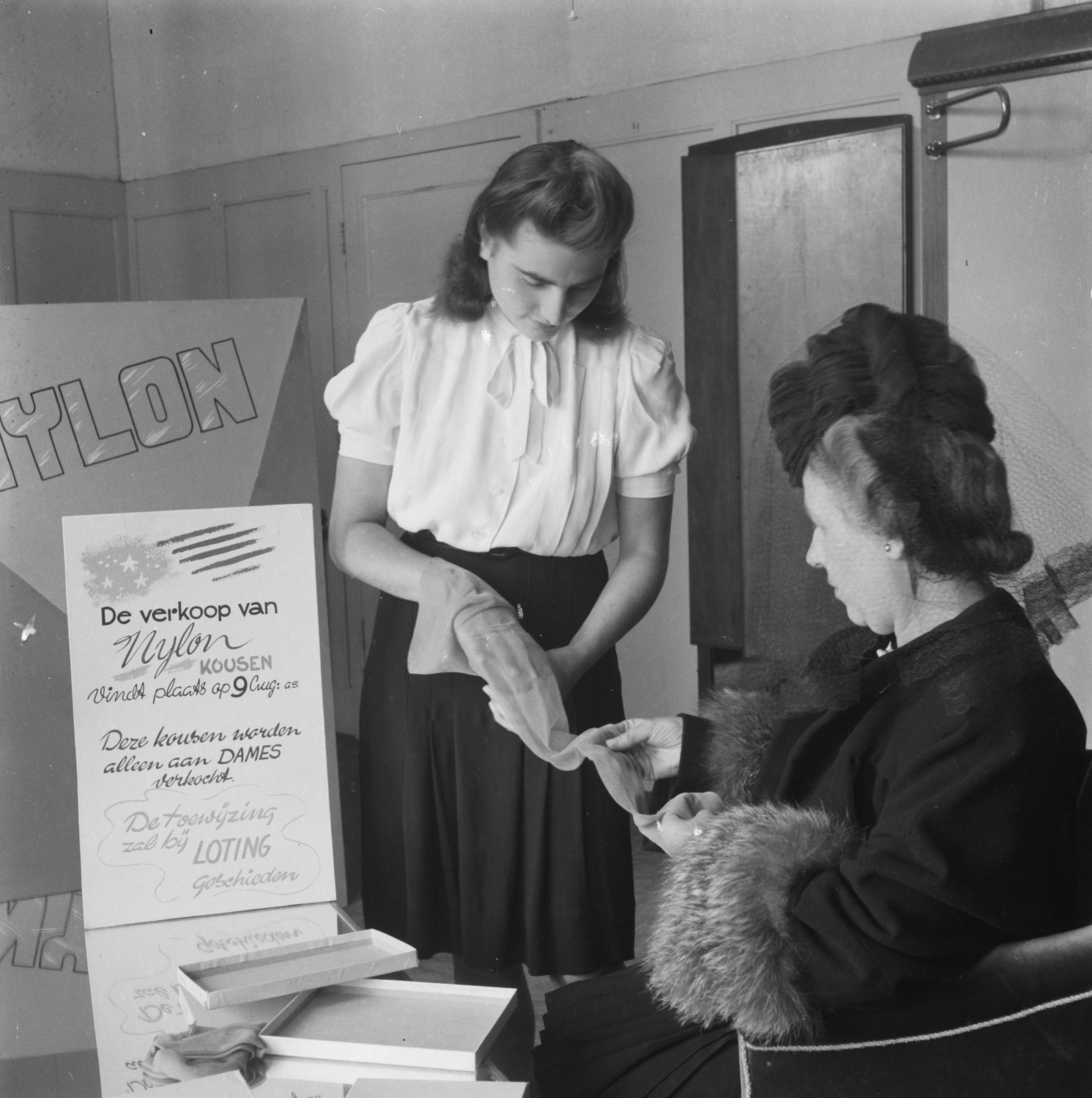
Une boutique de nylon aux Pays-Bas, en 1946.

Danièle Bourcier et Peck van Andel ont illustré des applications de la sérendipité en réunissant des auteurs sur les thèmes des contes, des aventures, des voyages, de la création artistique, des processus de décision, des découvertes scientifiques, de l'émergence des phénomènes ou encore des innovations socio-techniques. Sylvie Catellin dans son exploration de l'histoire du mot retrouve ces mêmes champs auxquels elle ajoute la cybernétique puis le web.
Les partisans du concept de sérendipité le mettent à l'origine d'un nombre considérable de découvertes scientifiques et d'inventions techniques.
Une fois les vertus de la démarche repérées, il est possible de mettre en condition les acteurs concernés, artistes, scientifiques, médecins, innovateurs pour faciliter sa réussite. « On ne peut pas planifier la sérendipité, mais on peut en revanche la stimuler, créer les conditions d'exercice de la recherche qui la favorisent. » Les livres illustrant ou suggérant l'application de la sérendipité dans les domaines les plus divers sont très nombreux. On en trouvera quelques exemples significatifs ci-dessous.

### Fictions et arts

#### Contes
Comme l'indique le sous-titre de son livre : Du conte au concept, Sylvie Catellin souligne que le terme même de sérendipité est tiré d'un conte, lui-même issu d'un original plus ancien qui s'est diffusé avec de nombreuses variantes. François Flahault fait, lui aussi, remarquer qu'il existe un corpus de contes utilisant la sérendipité comme trame de leur histoire. Il cite aussi bien les contes d'Andersen ou de Grimm que des contes traditionnels de la culture chinoise.

#### Poésie
Dans La Peau de l'ombre, Joël Gayraud consacre un chapitre au mot serendipity, envisagé du point de vue du poète et du philologue :

« Quelle n'a pas été […] ma surprise de découvrir qu'il n'existe pas de terme français correspondant à serendipity et qu'il convient de le rendre selon le contexte par au moins deux périphrases : « découverte heureuse ou inattendue » ; « don de faire des trouvailles ». Ce mot désigne donc aussi bien l'objet trouvé si cher aux surréalistes, que la faculté, par eux développée au plus haut point, de découvrir ces objets. Et la révélation de cette double signification sonna en moi comme une trouvaille qui en redoubla le charme phonétique et, déjouant mes craintes, échoua à l'effacer. »

#### Littérature

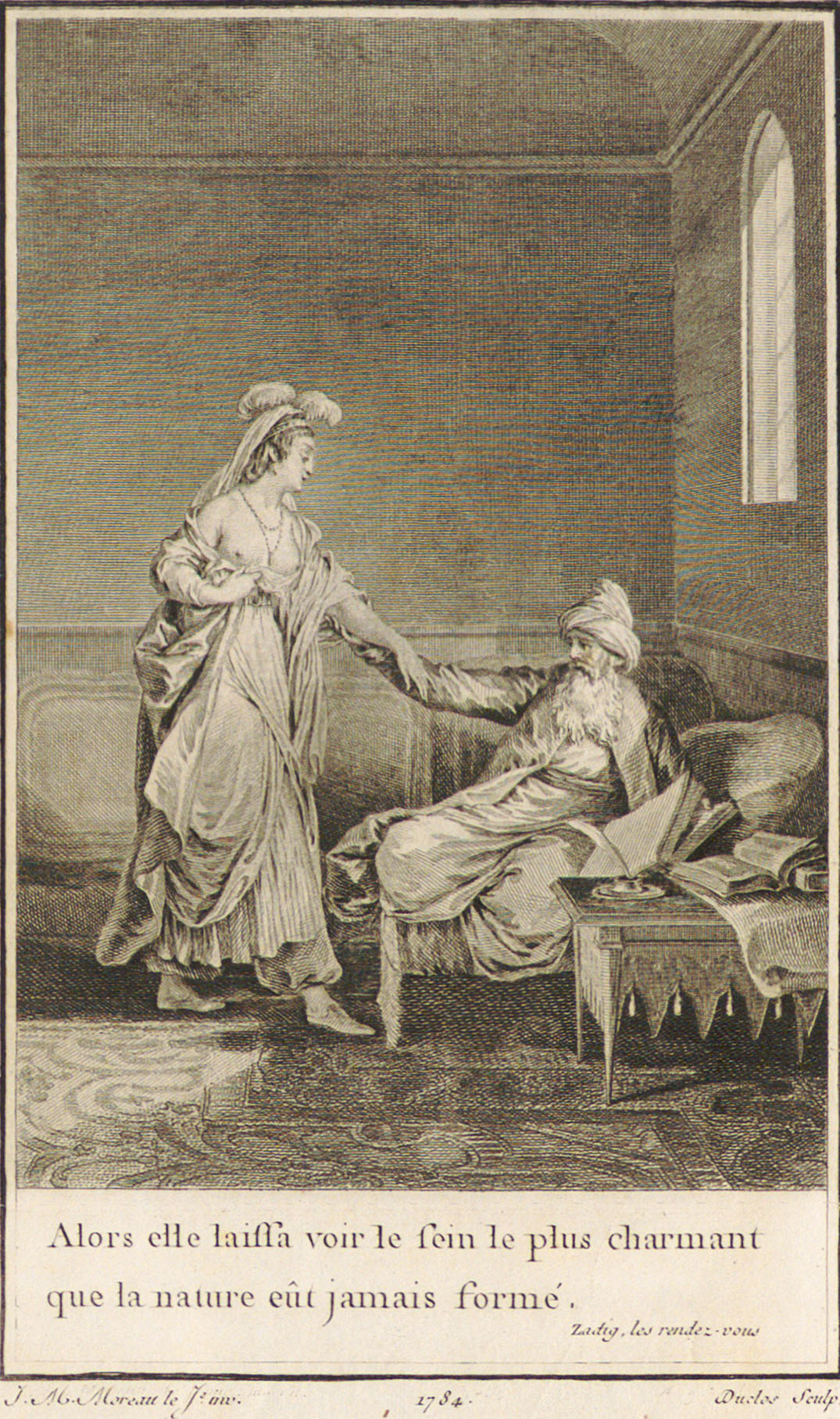
Gravure d'Antoine-Jean Duclos (1742-1795), d'après un dessin de Moreau le Jeune (1741-1814) représentant l'entrevue de la jeune veuve Almona avec le premier vieillard dans Zadig de Voltaire (chapitre XIII : Les rendez-vous).

À la suite du conte de Serendip et de Zadig, la littérature s'est emparée de la notion en utilisant notamment les indices et le suspense dans la construction des récits, jusqu'à, à la suite d'Edgar Poe puis de Conan Doyle, définir un genre littéraire nouveau : le roman policier, repris par le cinéma et les séries télévisées policières.
En langue française, Régis Messac est l'auteur des premiers essais littéraires sur la science-fiction et le premier exégète de la littérature policière et scientifique. Dans sa thèse de 1929 sur l'origine du roman policier intitulée : Le « Detective Novel » et l'influence de la pensée scientifique, il rappelle que le Château d'Otrante de Walpole est considéré comme un des premiers romans de mystère et de terreur, un genre proche du roman policier (p. 149), mais que Walpole était « tout imprégné de l'esprit satirique et railleur, en même temps que rationaliste, qui prévalait alors, surtout grâce à l'influence française » (p.150), ayant lu le Zadig de Voltaire, « le seul conte ressemblant nettement à une histoire de détective qui existât à son époque et [en ayant été] suffisamment frappé pour doter la langue anglaise d'un mot nouveau » (p.151). Pour Messac, « ce que Walpole appelait la Serendipity, [c'est] l'affabulation littéraire du raisonnement inductif (p. 193), une notion qu'il rapproche de la physiognomonie arabe, la firasah » (p. 205), ajoutant que « la serendipity a des racines encore plus lointaines, plus profondes, chez les peuples sauvages, chasseurs et primitifs, qui auraient été dans les forêts ou les déserts les premiers inventeurs du raisonnement inductif » (p. 206), mais aussi des Scharfsinnproben allemands et de la detection anglaise (p. 363).

#### Arts
En s'appuyant sur de nombreux exemples de création artistique, comme chez Leonard de Vinci ou encore Max Ernst, Claire Labastie fait ressortir l'importance des temps vacants, des retards, des moments vides dans le travail propices à faire surgir la « sérendipité artistique ».

### Sciences
La sociologie des sciences s'est intéressée à la sérendipité pour en discuter les mécanismes dans les processus de découvertes et interroger leur reproductibilité. Des sociologues, après avoir étudié la découverte des supraconducteurs en 1987, ont repéré trois ingrédients qui favorisent la sérendipité et l'émergence d'une découverte de cette importance et qui peuvent être appliqués à d'autres situations de recherche :

« le premier est l'existence d'une niche institutionnelle (institutional niche), petite mais habitable ; le second élément est la mobilité (au double sens du « nomadisme académique » et de la mobilité des idées) ; le troisième élément est la combinaison d'un savoir public, partagé et du savoir particulier d'un individu grâce à la perspicacité, à l'expérience et aux compétences (insights, experience, and skills) de cet individu. »

Fasciné par l'importance grandissante de la sérendipité en recherche scientifique, le physiologiste américain Julius H. Comroe Jr en avait donné une définition saisissante restée extrêmement populaire dans les milieux de la recherche médicale : « la sérendipité, c'est comme chercher une aiguille dans une botte de foin et y découvrir une fille de fermier » (« Serendipity is looking in a haystack for a needle and discovering a farmer's daughter »).

### Innovation et décision
Les consultants d'entreprise Alan Robinson et Sam Stern ont effectué une enquête sur la façon dont les innovations surgissent dans les entreprises. Pour eux, il y a trois façons pour une entreprise de la promouvoir :
1. Accroître la fréquence des coïncidences qui pourraient s'avérer fécondes en encourageant un penchant pour l'action, le bricolage, le travail de recherche empirique ;
2. Améliorer la prise de conscience des accidents qui se produisent ;
3. Étendre le champ de sagacité de l'entreprise pour provoquer un plus grand nombre de coïncidences heureuses en faisant la liste de tout le personnel avec, en regard de chaque nom, ce que chacun sait des opérations de l'entreprise et que personne d'autre ne sait.

En 1959, Alex Osborn, le promoteur du brainstorming, lui consacre un chapitre entier dans son livre.

### Information

#### Internet
Pour Eva Sandri :

« Il existe des outils dédiés à la sérendipité sur le web. Les quatre outils présentés (Oamos, Wikipédia, Amazon et Google search) montrent un désir de créer chez l'utilisateur une satisfaction due au fait que non seulement le moteur de recherche va trouver ce que l'usager cherche, mais également qu'il part en quête de ce que l'usager cherche sans le savoir lui-même, ou plutôt qu'il reconnaît a posteriori qu'il désirait, sans en avoir formulé au préalable le désir. »

Pourtant, le hasard ici est artificiel car réglé par des algorithmes. Néanmoins, pour l'auteur, il est possible de provoquer des situations de sérendipité en naviguant sur l'internet.
Les débats sont nombreux autour de l'enfermement informationnel ou la bulle de filtre dans laquelle nous serions confinés par les algorithmes des services commerciaux du web. Alexandra Yeh de la direction prospective de France Télévisions suggère quatre pistes pour réduire la menace : développer des technologies d'indexation fines, transformer l'architecture de navigation, injecter de l'intelligence artificielle dans les moteurs de recherche et proposer de nouvelles mises en scènes de l'information.

#### Ouvrages et articles en français
- Danièle Bourcier et Pek Van Andel, De la sérendipité dans la science, la technique, l'art et le droit : leçons de l'inattendu. L'Act Mem, Chambéry, 2009. (OCLC 470723571)
- Danièle Bourcier et Pek Van Andel, De la sérendipité dans la science, la technique, l'art et le droit : Leçons de l'inattendu, Éditions Hermann, Paris, 2013. (OCLC 843182614)
- Sylvie Catellin, « Sérendipité, abduction et recherche sur Internet », actes du XIIe Congrès national des sciences de l'information et de la communication, Émergences et continuité dans les recherches en information et communication, Paris-Unesco, 2001, pp. 361-367.
- Sylvie Catellin et Laurent Loty, « Sérendipité et indisciplinarité », Hermès, no 67 « Interdisciplinarité : entre disciplines et indiscipline », 2013, pp. 32-40.
- Sylvie Catellin, Sérendipité. Du conte au concept., Éditions du Seuil, 2014. (OCLC 869917838)
- Darbellay, F., Moody, Z., Sedooka, A., Steffen, G. (2014). Interdisciplinary Research Boosted by Serendipity. Creativity Research Journal, 26 (1), pp. 1-10.
- Ghislaine Gallenga et Gilles Raveneau, « Temporalités et sérendipité », Dossier Temporalités. Revue de sciences sociales et humaines, no 24, 29 décembre 2016  (ISSN 1777-9006), lire en ligne
- Richard Gaughan (trad. de l'anglais par Xavier Guesnu), Génies par hasard [« Accidental genius »], Paris, Éditions Dunod, 2012, 256 p. (ISBN 978-2-10-057305-9)
- Jean Jacques, L'Imprévu ou la science des objets trouvés, Odile Jacob, 1990. (OCLC 465098707)
- Louis de Mailly, Les Aventures des trois princes de Serendip, suivi de « Voyage en sérendipité » par Dominique Goy-Blanquet, Marie-Anne Paveau et Aude Volpilhac, éditions Thierry Marchaisse, 2011
- Dahlia Namian et Carolyne Grimard, « Pourquoi parle-t-on de sérendipité aujourd'hui ? », Dossier SociologieS, 19 novembre 2013  (ISSN 1992-2655), lire en ligne
- Tufan Orel, Le principe de " serendipity" ou l'imaginaire appliquée dans la conduite expérimentale, Cahiers de l'imaginaire, No 4 - 1989 Éditions Privat, p. 69- 77.
- Alan Robinson & Sam Stern, L'entreprise créative. Comment les innovations surgissent vraiment, Éditions d'Organisation, Paris, 2000. Traduit de (en) Corporate Creativity. How Innovation and Improvement Actually Happen, Berrett-Koehler, San Francisco, 1997
- Eva Sandri, « La sérendipité sur Internet : égarement documentaire ou recherche créatrice ? », Cygne noir, no 1,‎ 2013 (ISSN 1929-090X, lire en ligne)

#### Ouvrages en anglais
- (en) Matt Kingdon, The Science of Serendipity: How to Unlock the Promise of Innovation, Wiley, 2013.
- (en) Walter Cannon, The Way of Investigator, Norton, New York, 1945.
- (en) Robert King Merton & Elinor Barber, The travels and adventures of serendipity : a study in sociological semantics and the sociology of science, Princeton University Press, 2004.
- (en) Morton Meyers, Happy Accidents: Serendipity in Major Medical Breakthroughts in the Twentieth Century, Arcade Publishing, 2011.
- (en) Royston Roberts, Serendipity: Accidental Discoveries in Science, John Wiley & Sons, New York, 1989.
- (en) Paul Thagard & David Croft, « Scientific Discovery and Technological Innovation : bacterial origin of peptic ulcers and programming language Java », University of Waterloo, Canada, 2000.

#### Publications scientifiques
- Karine Aillerie, Roger Beautier (dir.), « Pratiques informationnelles informelles des adolescents (14-18 ans) sur le web. », Thèse, Université Sorbone Paris Nord, 2011 (Notice : https://www.sudoc.abes.fr/cbs/xslt//DB=2.1/SET=1/TTL=1/SHW?FRST=1).
- Karine Aillerie, « Pratiques juvéniles d'information : de l'incertitude à la sérendipité », Documentaliste - Sciences de l'Information, vol. 49, no 1, 2012, DOI 10.3917/docsi.491.0062.
- (en) Taren Sanders, Michael Noetel, Philip Parker et Borja Del Pozo Cruz, « An Umbrella Review of the Benefits and Risks Associated with Youths’ Interactions with Electronic Screens », Nature Human Behaviour,‎ 2023, p. 1–18, DOI 10.1038/s41562-023-01712-8.
- Sarah Labelle, « Simonnot Brigitte, Gallezot Gabriel, L’entonnoir : google sous la loupe des sciences de l’information et de la communication », Communication & langages, vol.  no 163, no 1, 1er mars 2010, p. 137–138 DOI 10.4074/S0336150010011130.